# 이선영 (성우)
이선영(본명:이영희, 1944년 3월 2일 ~ )은 대한민국의 성우이다. 1964년 TBC에 입사했으며, 언론통폐합으로 현재는 KBS 7기로 분류된다. 한국방송 성우극회 소속이며, 현재는 기영도, 송도영, 이정구, 서윤석과 함께 한국성우협회 운영위원으로 활동하고 있다.

## 인물
- 같은 성우인 정미숙의 딸과 동명이인이다.

- 후배들에게 존경을 많이 받는 선배지만, 별개로 일본 성우들 중 오오츠카 치카오, 오오츠카 아키오, 하야시바라 메구미처럼 후배들에게 매우 엄격한 선배다. 이와 관련된 일화로 현재 MBC 소속인 손원일이 KBS 성우였던 시절, 손원일이 발발 떠는 연기를 하는 걸 보고 "너 같은 애가 어떻게 성우가 됐지?!" 라고 말하며 야단친 적이 있다고 한다. 최근에는 나이가 들면서 누그러진 것 같지만, 여전히 경력에 못 미치는 실력을 보이는 후배들을 앞뒤 가리지 않고 자주 혼낼 정도여서 '이분한테 혼나지 않은 KBS 성우는 없다' 라는 루머가 돌기도 한다.
  - 또 한번은 송해가 보는 앞에서 후배들을 혼내다가 이걸 본 이순재에게 "너는 버르장머리가 어떻게 되었길레 대선배를 무시하느냐?" 라고 꾸중을 들었다고 한다. 후배 성우들이 둘을 중재하며 사건은 마무리되었지만, 이 일 이후로 이선영은 이순재만 보면 벌벌 떨게 되었다.
- 최덕희 성우가 가장 존경하는 선배로 이선영을 언급했다.

## 출연작

### 애니메이션
- 그레이트 마징가 (KBS)
- 바다의 소년 트리톤 (KBS) - 루카
- 수퍼우주탐험대 (EBS) - 대장
- 아마게돈 (KBS) - 8988 전령
- 이상한 나라의 폴 (KBS) - 파쿤(찌찌)
- 인어공주 나나 (KBS)
- 집없는 소년 (KBS) - 밀리건 부인
- 천하무적 오보트 (SBS) - 디아
- 출동! 지구특공대 (KBS) - 가이아
- 태권왕 강태풍 (KBS) - 태원장
- 태풍소년 (KBS) - 여자

### 극장용 애니메이션
- 백조공주 - 유버타 여왕

### 외화

#### 전담 배우
- 글렌 클로즈
  - 101 달마시안 (KBS) - 크루엘라 드빌
    - 102 달마시안 (KBS) - 크루엘라

  - 데미지 시즌 1 (KBS) - 휴즈
  - 메리 라일리 (KBS) - 페러데이
  - 에어 포스 원 (KBS, SBS) - 베셋 부통령
  - 월요일이 사라졌다 (KBS) - 니콜렛 케이먼
  - 위험한 관계 (KBS) - 메르테유 부인
  - 파라다이스 로드 (KBS) - 에이드리언
  - 화성침공 (SBS) - 영부인
- 매기 스미스
  - 비커밍 제인 (KBS) - 그레샴 부인
  - 시스터 액트 (KBS, SBS) - 원장수녀
    - 시스터 액트 2 (KBS) - 원장수녀

  - 전망 좋은 방 (KBS) - 샬롯
  - 후크 (KBS) - 웬디
- 바네사 레드그레이브
  - 댈러웨이 부인 (KBS) - 클라리사 댈러웨이
  - 레터스 투 줄리엣 (KBS) - 클레어
  - 미션 임파서블 (SBS) - 맥스
  - 사랑할 때와 이별할 때 (KBS) - 헬렌
  - 송 포 유 (KBS) - 매리언
  - 윈스턴 처칠의 폭풍전야 (KBS) - 클레멘타인 처칠
  - 이브닝 (KBS) - 노년의 앤
  - 줄리아 (KBS) - 줄리아
  - 피터 대제 (MBC) - 레브나 소피아
- 수잔 서랜든
  - 그레이티스트 (KBS) - 그레이스
  - 로렌조 오일 (KBS) - 미카엘라 오도널
  - 스텝맘 (KBS) - 재클린 해리슨
  - 의뢰인 (KBS, SBS) - 레지 러브
- 페이 더너웨이
  - 알비노 엘리게이터 (KBS) - 자넷
  - 챔프 (KBS) - 애니
  - 타워링 (KBS) - 수잔 프랭클린
- 앤 밴크로프트
  - 맬리스 (KBS) - 트레이시의 어머니
  - 위대한 유산 (KBS) - 노라
  - 졸업 (KBS) - 로빈슨 부인
- 캐슬린 터너
  - 나일의 대모험 (KBS) - 조앤 와일더
  - 로맨싱 스톤 (KBS) - 조앤 와일더
  - 장미의 전쟁 (KBS) - 바바라 로즈

#### 드라마
- 경감 메그레 (KBS) - 몽셍 부인(피오나 쇼)
- 부부 탐정 (KBS) - 제니퍼(스테퍼니 파워스)
- 꿈꾸는 소녀 에밀리 (EBS) - 엘리자베스 이모
- 니벨룽겐의 반지 (KBS) - 텔베라(알레타 베주이덴호우트)
- 닥터 후 (KBS) - 코바리안(프랜시스 바버)
- 로스트 (KBS) - 로크 엄마(스우시 커츠)
- 스티븐 킹의 킹덤 (KBS) - 드루즈 부인(다이앤 래드)
- 신! 천사들의 합창 (어린이TV) - 교장 선생님
- 존 그리섬의 의뢰인 (MBC) - 레지 허브(조베스 윌리엄스)

#### 영화
- 가위손 (KBS) - 펙 (다이앤 위스트)
- 결혼하고도 싱글로 남는 법 (KBS) - 쥐느비에브 코스타 (베르나데트 라퐁)
- 고백(KBS) - 브렌다(로즈 그레고리오)
- 구두가 발에 맞는다면 (SBS) - 완다(안드레아 페레올)
- 꼬마 니콜라의 여름방학 - 외할머니
- 노트북 (KBS) - 노년의 앨리 (제나 롤런즈)
- 러브 레터 (SBS) - 스캐터쿠스 부인 (제랄딘 맥이완)
- 로마의 휴일 [1974년 더빙판] (KBS)
- 루이의 리얼리티 쇼 (KBS) - 엄마 (도미니크 미쉘)
- 리딕: 헬리온 최후의 빛 (KBS) - 애리언 (주디 덴치)
- 메이저 리그 2 (SBS)
- 뮌헨 (KBS) - 골다 메이어 (린 코언) / 아브너의 어머니(길라 알마고)
- 미녀와 야수 - 아가타(해티 모리스)
- 미스 에이전트 (SBS) - 캐시 모닝사이드 (캔디스 버건)
- 베스트 키드 (KBS) - 루이자 (콘스탄스 타워즈)
- 별들의 고향 (KBS)
- 북경의 55일 (SBS)
- 브라더스 (KBS) - 엘세 (솔브요르그 호이펠트)
- 빌리 엘리어트 (KBS) - 할머니 (진 헤이우드)
- 빨간 머리 앤(영어판) (EBS) - 앤 셜리 (바버라 허시)
- 사운드 오브 뮤직 (KBS) - 마리아 (줄리 앤드루스)
- 사이먼 버치 (KBS) - 할머니 (데이나 아이비)
- 새 (KBS)
- 소공녀(KBS) - 민친 교장(아서 트레처)
- 소리없는 승리 (KBS)
- 숲 속의 눈동자 (KBS) - 에일우드 (베티 데이비스)
- 슈퍼맨 [1985년 더빙판] (KBS)
- 스타게이트 (KBS) - 캐서린 (비프카 린드포스)
- 스파이더 맨 (KBS) - 메리 파커 (로즈메리 해리스)
- 시애틀의 잠 못 이루는 밤 (KBS) - 마샤 필드스톤(캐롤라인 아론)
- 아가사 크리스티의 창백한 말 (KBS) - 틸자
- 아름다운 시절 (KBS) - 레기츠 (기타 뇌르뷔)
- 아웃랜드 (KBS) - 래저러스 (프랜시스 스턴헤이건)
- 양들의 침묵 (KBS) - 마틴 의원(다이안 베커)
- 어웨이 프롬 허 (KBS) - 피오나 (줄리 크리스티)
- 여왕 마고 (SBS) - 카트린느 (비르나 리시)
- 오만과 편견 (KBS) - 캐서린 공작 부인 (주디 덴치)
- 용서받지 못한 자 (KBS) - 엘리스(프랜시스 피셔)
- 윌리엄 & 케이트 (KBS) - 실리아 (빅토리아 테넌트)
- 의문의 실종 (KBS) - 뉴먼 기자 (제니스 룰)
- 인생은 아름다워 (KBS) - 도라의 어머니(마리사 파레데스)
- 제네비에브 (KBS) - 웬디(디나 셰리단)
- 조지 오브 정글 (KBS)
- 조지 왕의 광기 (MBC) - 왕비 (헬렌 미렌)
- 젊은 사자들  (KBS) - 그레첸(메이 브릿)
- 줄리아 로버츠의 사랑 게임 (SBS) - 어머니 (제나 롤런즈)
- 진주 귀걸이를 한 소녀 (KBS) - 장모 (주디 파피트)
- 철의 여인 (KBS) - 대처 (메릴 스트립)
- 초대받지 않은 손님 (KBS) - 조안나 어머니 (캐서린 헵번)
- 프라이멀 피어 (KBS) - 미리엄 쇼트 (알프리 우다드)
- 카산드라 크로싱 (SBS) - 니콜 (에바 가드너)
- 컬러 오브 머니 (KBS) - 쟈넷 (헬렌 쉐이버)
- 코렐리의 만돌린 (KBS) - 드로술라 (이렌느 파파스)
- 타이타닉 (KBS) - 노년의 로즈 (글로리아 스튜어트)
- 텀블위즈 (KBS)
- 홀랜드 오퍼스(KBS) - 교장(올림피아 듀카키스)
- 화성의 유령들 (KBS) - 의장(로즈메리 포사이스)
- OK 목장의 결투 (KBS) - 케이트 피셔(조 밴플리트)
- F학점 첩보원 (KBS) - 갤런트 박사(제럴딘 제임스)
- SAS 특공대 (KBS) - 헬가(잉그리드 핏)

### 라디오 프로그램
- 이선영의 영화음악실 (KBS 제2FM) - 진행

### 인터넷
- 그 해 여름 (옛날방송국) - 남여사

### 라디오 드라마
- KBS 무대 10년(거인의 초상)
- KBS 무대 10년(비온 뒤 맑음)
- KBS 무대 10년(아빠는 출장중)
- KBS 라디오 극장 10년(4월의 물고기) - 해설
- 라디오 여행기(가보자, 해보자, 달려보자(유럽편))
- 연속낭독(호미)

### 방송
- 사랑의 가족(KBS)
- 명작의 고향(MBC) - 내레이션
- 명곡의 고향(MBC) - 내레이션
- 명작의 무대(MBC) - 내레이션

### 광고
- 공익광고협의회 (어린이는 어른의 거울,반칙,결혼식-가족계획,문화유산,86년 신년물,모두가 한마음,외채,푸른 신호등)
- 롯데네슬레코리아 (쎄레락)
- 논노 (누꼬뱅)
- NH농협 (농협공제)
- 동서식품 (맥스웰 화인커피,맥스웰그래뉼커피,동서프리마, 맥스웰커피믹스, 맥스웰그래뉼커피믹스, 동서코코아믹스)
- 피어리스화장품(현 스킨푸드) (맥스팩터미넥스,바이오화이트,바이오후레쉬맥스팩터 제미나스,제미나스 일루미나,마띠에르)
- SPC삼립 (퍼모스트)(성우:한상덕)
- 글락소스미스클라인 (파로돈탁스)(성우:김세한)
- 일동후디스 (아기밀F)
- 보루네오가구 (모니카가구)(성우:이강식)
- 동원F&B (동원선물세트)
- 대상 (감치미,미원,미원종합선물세트)
- LG생활건강 (맛그린김치용양념,소프린)
- 사보나아동복
- 신한카드(LG카드) (LG신용카드)
- 오뚜기 (오뚜기케찹, 마요네스)
- 해태제과식품 (계란과자,에이스크래커,죠슈아)
- 무궁화유지 (무궁화물비누)
- 유한양행 (삐콤씨)(성우:한상덕)
- 계몽사 (홈토피아)(성우:김종성)
- 농심 (거버유아식,생생우동)
- 남양유업 (남양분유 BF-10,남양호프,점프A)
- 비락 (비락우유)
- 레고코리아
- 아모레퍼시픽 (아카시아치약)
- 비비안 (비비안고탄력스타킹)
- 노루표페인트(성우:김종성)
- 신영와코루 (비너스마미브라)(성우:장세준)
- 롯데웰푸드 (파스퇴르우유)
- 애경산업 (비놀리아)
- 비락 (비락우유)
- 대도제약 (아토실)
- 유한킴벌리